# Liste der Biografien/Schmo
Liste der Biografien |
Portal Biografien |
Personensuche
# |
A |
B |
C |
D |
E |
F |
G |
H |
I |
J |
K |
L |
M |
N |
O |
P |
Q |
R |
S |
T |
U |
V |
W |
X |
Y |
Z |
?
 
Sa |
Sb |
Sc |
Sd |
Se |
Sf |
Sg |
Sh |
Si |
Sj |
Sk |
Sl |
Sm |
Sn |
So |
Sp |
Sq |
Sr |
Ss |
St |
Su |
Sv |
Sw |
Sy |
Sz
 
Sca–Sce |
Sch |
Sci–Scz
 
Scha |
Schc |
Schd |
Sche |
Schg |
Schi |
Schj |
Schk |
Schl |
Schm |
Schn |
Scho |
Schp |
Schr |
Schs |
Scht |
Schu |
Schv |
Schw |
Schy
 
Schma |
Schme |
Schmi |
Schmo |
Schmu |
Schmy
Die Liste der Biografien führt alle Personen auf, die in der deutschsprachigen Wikipedia einen Artikel haben. Dieses ist eine Teilliste mit 149 Einträgen von Personen, deren Namen mit den Buchstaben „Schmo“ beginnt.

## Schmo

### Schmoc
- Schmocker, Kaspar (* 1988), Schweizer Unihockeyspieler
- Schmocker, Oliver (* 1994), Schweizer Unihockeyspieler
- Schmocker, Walter (* 1953), Schweizer Jazzmusiker

### Schmoe
- Schmoe, Floyd (1895–2001), US-amerikanischer Pazifist, Autor und Hochschullehrer
- Schmöe, Friederike (* 1967), deutsche Linguistin und Krimiautorin
- Schmoeckel, Dieter (1931–2013), deutscher Maschinenbauingenieur und Hochschullehrer
- Schmoeckel, Ernst (* 1900), deutscher Bankdirektor und Präsident der Industrie- und Handelskammer Hirschberg
- Schmoeckel, Mathias (* 1963), deutscher Jurist und Professor an der Rheinischen Friedrich-Wilhelms-Universität Bonn
- Schmoeckel, Reinhard (1928–2024), deutscher Schriftsteller
- Schmoeller, David (* 1947), US-amerikanischer Regisseur, Drehbuchautor
- Schmoelling, Johannes (* 1950), deutscher MusikerJohannes Schmoelling (* 1950)

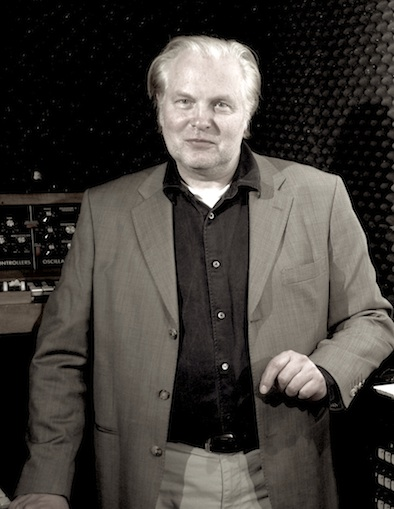
Johannes Schmoelling (* 1950)

### Schmog
- Schmöger, Christoph von (1765–1839), königlich bayerischer Regierungsrat, Oberst und Kreisinspektor der Landwehr
- Schmöger, Ferdinand von (1792–1864), deutscher Astronom, Physiker und Gymnasialprofessor
- Schmöger, Franz Anton von († 1773), kurbayerischer geheimer Rat, Statthalter und Pfleger von Wertingen und Friedberg, sowie Generalproviantdirektor
- Schmöger, Franz Joseph Ferdinand von (1761–1825), königlich bayerischer Generalmajor und Kommandant der Festung Würzburg
- Schmöger, Karl Erhard (1819–1883), deutscher römisch-katholischer Theologe
- Schmögner, Thomas (1964–2025), österreichischer Komponist und Organist
- Schmögner, Walter (* 1943), österreichischer Künstler
- Schmögnerová, Brigita (* 1947), slowakische Politikerin

### Schmoh
- Schmöhe, Georg (1939–2021), deutscher Dirigent
- Schmohl, Eugen (1880–1926), deutscher Architekt und Hochschullehrer
- Schmohl, Hans Paul (1904–1973), deutscher Architekt
- Schmohl, Maren (* 1964), deutsche Amerikanistin und Hochschulrektorin
- Schmohl, Paul (1870–1946), deutscher Architekt
- Schmohl, Robert (1855–1944), deutscher Architekt, Kommunalpolitiker

### Schmok
- Schmökel, Frank (* 1962), deutscher Mörder und Vergewaltiger
- Schmökel, Hartmut (1906–1991), deutscher Alttestamentler und Altorientalist
- Schmökel, Leon (* 2002), deutscher Fußballspieler
- Schmoker, Stefan (1983–2009), Schweizer Gleitschirmpilot

### Schmol
- Schmolck, Benjamin (1672–1737), KirchenliederdichterBenjamin Schmolck (1672–1737)

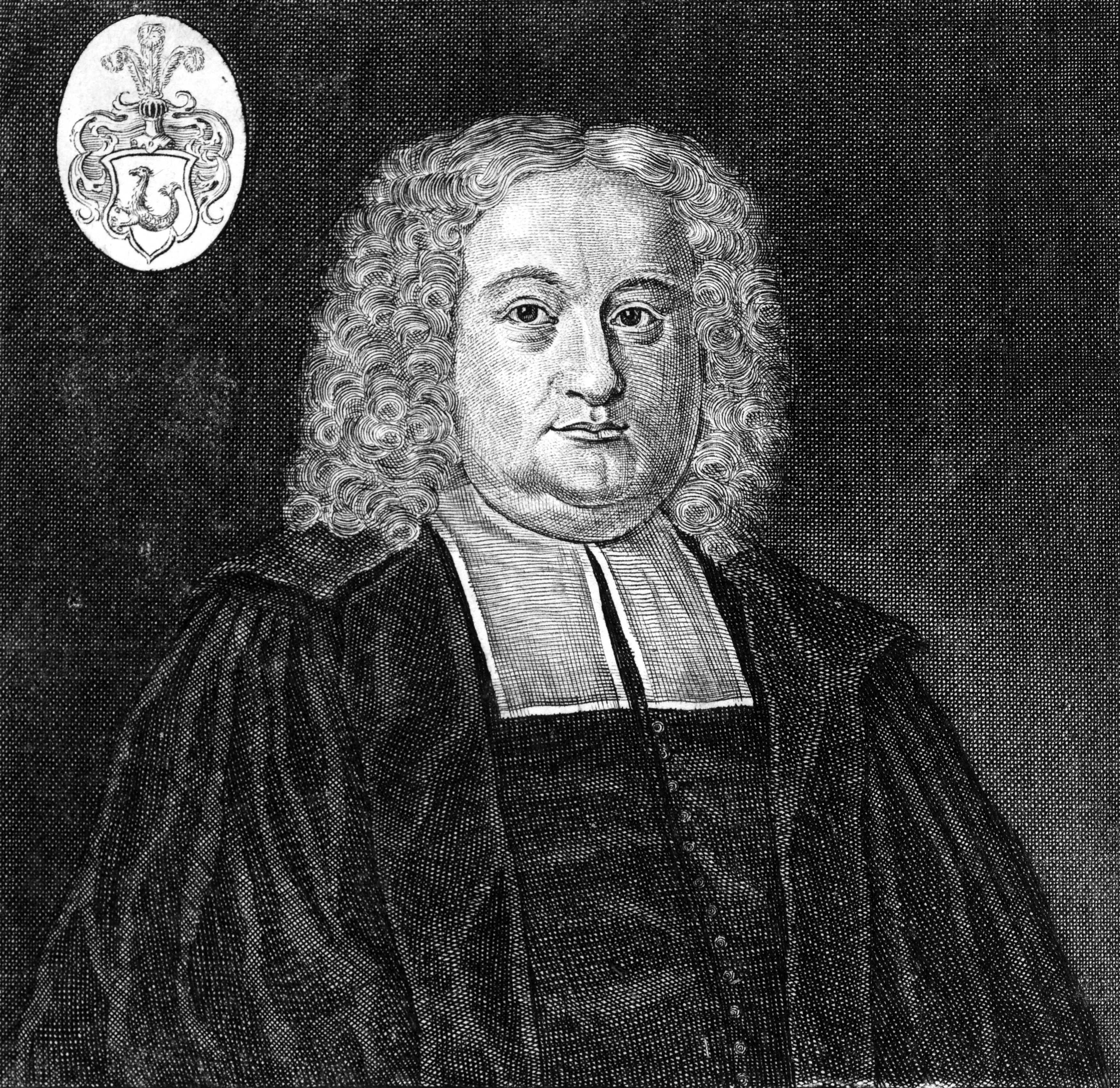
Benjamin Schmolck (1672–1737)

- Schmolck, Stephan (* 1951), deutscher Jazzmusiker
- Schmolcke, Joachim (1934–2012), deutscher Politiker (SPD), MdL
- Schmölder, Carl Julius (1838–1906), Textilunternehmer und Stadtverordneter in Rheydt
- Schmölder, Nikolaus (1798–1872), deutscher Politiker, MdL Nassau
- Schmölder-Veit, Andrea (* 1971), deutsche Klassische Archäologin
- Schmölders, Claudia (* 1944), deutsche Kulturwissenschaftlerin, Schriftstellerin und ÜbersetzerinClaudia Schmölders (* 1944)

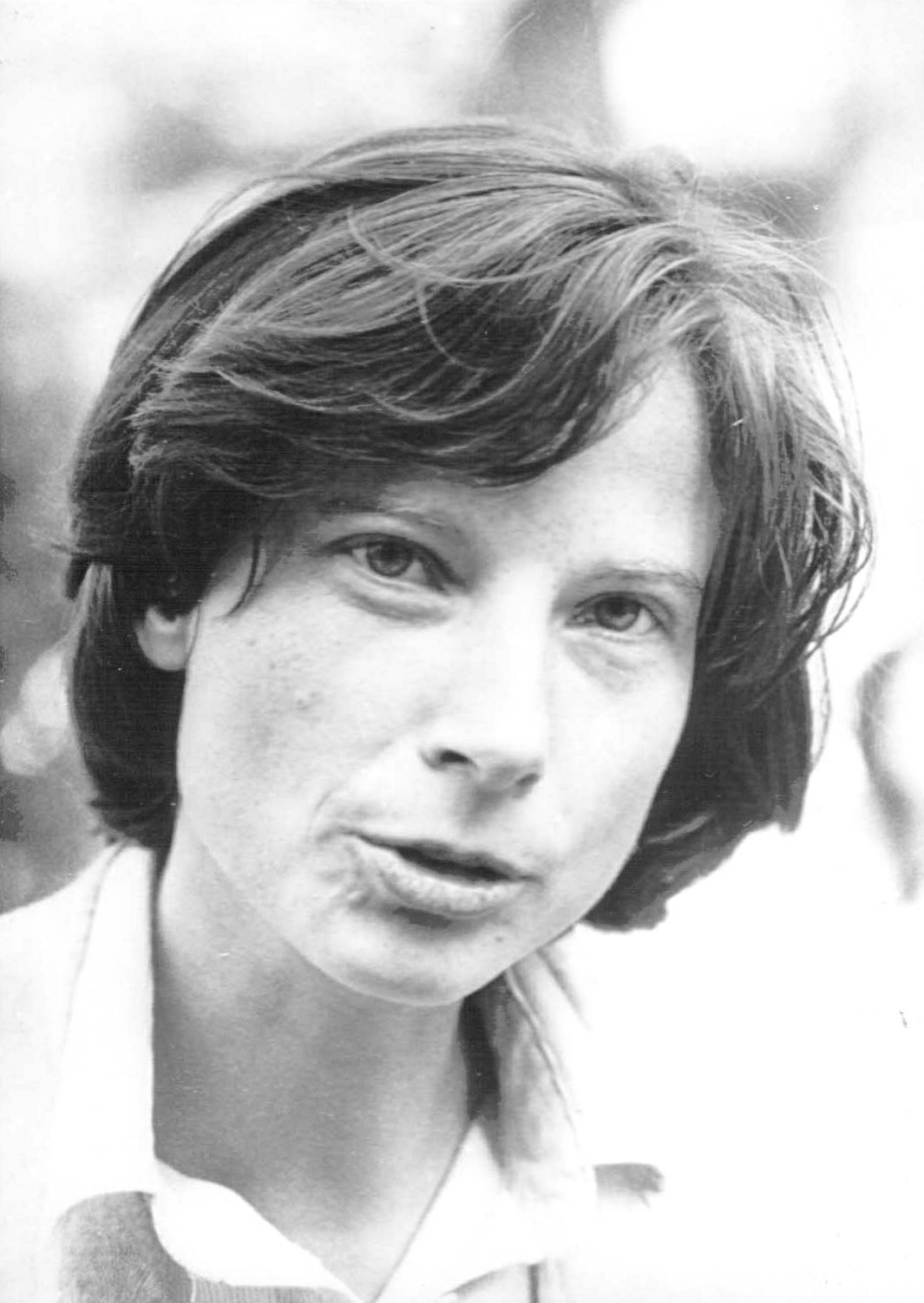
Claudia Schmölders (* 1944)

- Schmölders, Franz August (1809–1880), deutscher Orientalist
- Schmölders, Günter (1903–1991), deutscher Wirtschaftswissenschaftler, Begründer der empirischen Sozialökonomie, sowie der Geld- und Finanzpsychologie
- Schmoldt, Achim (1938–2021), deutscher Pharmakologe, Toxikologe und Rechtsmediziner
- Schmoldt, Benno (1920–2006), deutscher Pädagoge
- Schmoldt, Hubertus (* 1945), deutscher Gewerkschafter
- Schmöle, Arndt (* 1974), deutscher Moderator, Hörspielsprecher, Synchronsprecher und Sänger
- Schmöle, August Theodor (1865–1919), deutscher Verwaltungsbeamter
- Schmöle, Hans Werner (1942–2013), deutscher Unternehmer und Politiker (CDU), MdB
- Schmöle, Heinz (1913–1982), deutscher Manager
- Schmöle, Otto (1890–1968), deutscher Schauspieler
- Schmöle, Peter (* 1950), deutscher Metallurg
- Schmolik, Sergej (* 1965), belarussischer Fußballschiedsrichter
- Schmoliner, Ingrid (* 1978), österreichische Musikerin (Gesang, Piano)
- Schmolinsky, Sabine (* 1955), deutsche Historikerin
- Schmolitzky, Oskar (1893–1978), deutscher Volkskundler und Kunsthistoriker
- Schmolka, Mario (* 1975), österreichischer Mode- und Porträtfotograf
- Schmolke, Frank (* 1967), deutscher Illustrator, Maler und Comiczeichner
- Schmolke, Hans (1930–1999), deutscher Fußballspieler
- Schmolke, Klaus Ulrich (* 1975), deutscher Rechtswissenschaftler
- Schmolke, Michael (1934–2023), deutscher Kommunikationswissenschaftler
- Schmolková, Marie (1893–1940), tschechoslowakische jüdische Sozialarbeiterin und Judenretterin
- Schmoll genannt Eisenwerth, Anton Adolph (1834–1918), deutscher Brücken- und Wasserbauingenieur
- Schmoll genannt Eisenwerth, Fritz (1883–1963), deutscher Kunstgewerbler, Innenarchitekt und Bildhauer
- Schmoll genannt Eisenwerth, Gustav (1881–1916), deutscher Architekt
- Schmoll genannt Eisenwerth, Johann Jakob (1769–1853), deutscher evangelischer Pfarrer und Heimatdichter
- Schmoll genannt Eisenwerth, Josef Adolf (1915–2010), deutscher Kunsthistoriker
- Schmoll von Eisenwerth, Karl (1852–1936), österreichischer Industrieller
- Schmoll von Eisenwerth, Karl (1879–1948), deutsch-österreichischer Maler, Grafiker und Glaskünstler
- Schmoll, Alexander (1880–1950), deutscher Fotograf und Standfotograf beim deutschen Film
- Schmoll, Brigitte (* 1955), deutsche Fußballtorhüterin
- Schmoll, Dietrich (1930–2024), deutscher Mediziner
- Schmoll, Édouard (* 1889), französischer Turner
- Schmoll, Ferdinand (1879–1950), deutsch-mexikanischer Figuren- und Landschaftsmaler sowie Zeichner und Grafiker
- Schmoll, Friedemann (* 1962), deutscher Kulturwissenschaftler und Literaturwissenschaftler
- Schmoll, Fritz (1913–1946), deutscher SS-Untersturmführer und Leiter des Gestapo-Lagers Neue Bremm
- Schmoll, Gabriela (* 1950), österreichische Schauspielerin
- Schmoll, Georg Friedrich († 1785), deutscher Zeichner und Kupferstecher
- Schmoll, Gustav (1840–1904), deutscher Architekt
- Schmoll, Gustav (1872–1946), deutscher Architekt und Mitglied der Stadtverordnetenversammlung in Saarbrücken
- Schmoll, Hazel (1890–1990), US-amerikanische Botanikerin
- Schmoll, Heike (* 1962), deutsche Germanistin, Theologin, Journalistin und BildungskritikerinHeike Schmoll (* 1962)

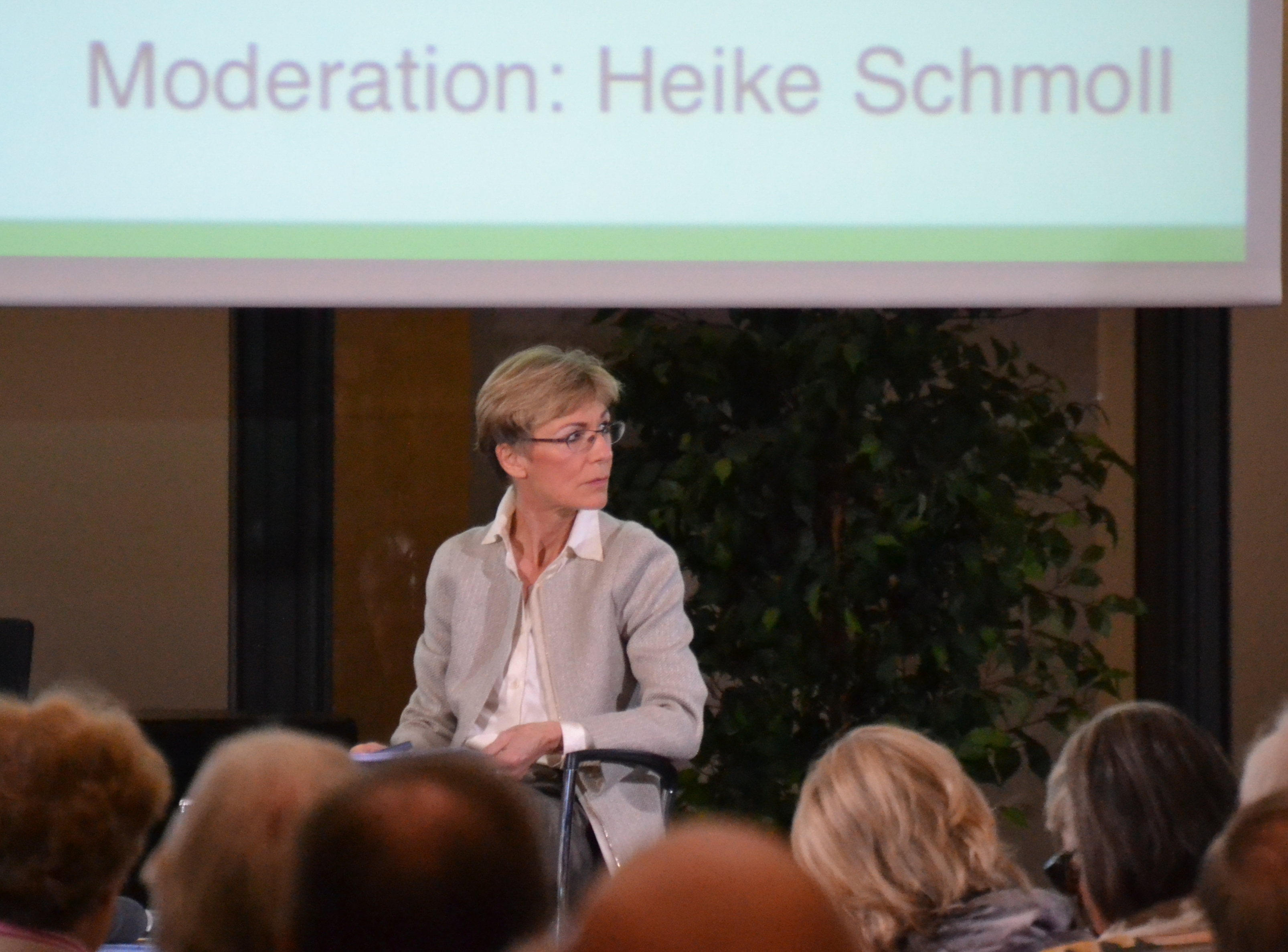
Heike Schmoll (* 1962)

- Schmoll, Heinrich (1811–1872), Bürgermeister und Mitglied der kurhessischen Ständeversammlung
- Schmoll, Ingo (* 1970), deutscher Hörfunk- und Fernsehmoderator, Musiker, Regisseur und Produzent
- Schmoll, Johann Friedrich (1739–1794), deutscher Organist und Komponist
- Schmoll, Jörg (* 1973), deutscher Ministerialbeamter und Politiker (SPD)
- Schmoll, Josef (* 1968), österreichischer Justizbeamter und Präsident beim Landesverband des niederösterreichischen Roten Kreuz
- Schmoll, Leo (1904–1957), österreichischer Architekt
- Schmoll, Oskar (1894–1969), deutscher Jurist, Präsident des Sondergerichts Waldshut
- Schmoll, Peter (* 1953), deutscher Autor
- Schmoll, Robert (1896–1942), deutscher Widerstandskämpfer gegen den Nationalsozialismus
- Schmoll, Werner (1926–1998), deutscher Schriftsteller
- Schmollack, Simone (* 1964), deutsche Journalistin und Sachbuchautorin
- Schmoller, Eugen (1866–1939), deutscher Jurist
- Schmöller, Frank (* 1966), deutscher Fußballspieler und -trainer
- Schmoller, Friedrich Ludwig von (1795–1865), württembergischer Kameralverwalter, Ehrenbürger von Heilbronn
- Schmöller, Fritz (* 1898), deutscher Fußballspieler
- Schmoller, Gustav von (1838–1917), deutscher Ökonom; galt als Führer der sogenannten „historischen Schule“Gustav von Schmoller (1838–1917)

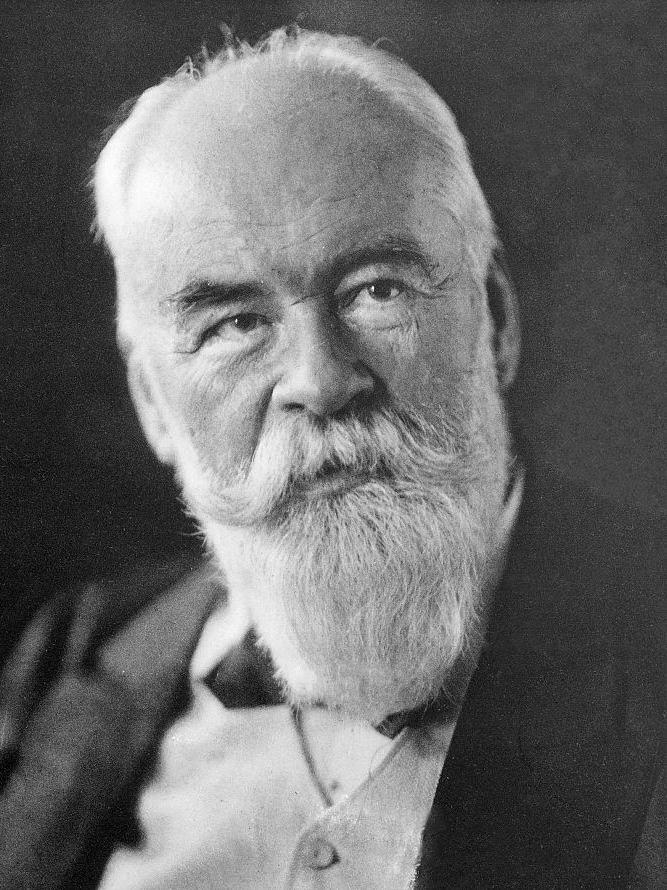
Gustav von Schmoller (1838–1917)

- Schmoller, Gustav von (1907–1991), deutscher Diplomat und Botschafter
- Schmoller, Hans (1916–1985), deutsch-britischer Buchdesigner
- Schmoller, Hermann von (1840–1914), deutscher Eisenbahningenieur und württembergischer Baubeamter
- Schmoller, Johannes (1607–1688), deutscher Kriegssekretär
- Schmoller, Kurt (* 1959), österreichischer Rechtswissenschaftler und Hochschullehrer
- Schmöller, Leonhard (1871–1945), deutscher Theologe und Naturphilosoph
- Schmöller, Willi (* 1945), deutscher Politiker, Oberbürgermeister der Stadt Passau (1990–2002)
- Schmolling, Emanuel (1801–1871), deutscher Deichhauptmann
- Schmolling, Marc (* 1972), deutscher Komponist und Jazz- und Improvisationsmusiker (Jazz)
- Schmolling, Paul (1892–1965), deutscher Maler und Grafiker
- Schmollinger, Erika (* 1941), deutsche Tischtennisspielerin
- Schmollinger, Patrick (* 1972), österreichischer Schwimmer
- Schmölz, Anton (1886–1957), deutscher Landwirt, Bürgermeister und Politiker der Bayerischen Volkspartei (BVP)
- Schmölz, Daniel (* 1992), deutscher Eishockeyspieler
- Schmölz, Franz-Martin (1927–2003), deutscher römisch-katholischer Theologe
- Schmolz, Georg (* 1959), deutscher Journalist
- Schmolz, Helmut (1928–2006), deutscher Stadtarchivar in Heilbronn und Heimatforscher
- Schmölz, Hugo (1879–1938), deutscher Fotograf
- Schmölz, Johann (1931–2013), österreichischer Beamter und Politiker (SPÖ), Abgeordneter zum Nationalrat, Mitglied des Bundesrates
- Schmölz, Johann (* 1985), österreichischer Handballspieler
- Schmölz, Karl Hugo (1917–1986), deutscher Fotograf
- Schmolz, Wilhelm (1930–2018), deutscher Verwaltungsjurist
- Schmölz-Häberlein, Michaela (* 1964), deutsche Historikerin
- Schmolze, Carl Hermann (1823–1859), deutscher Genremaler, Illustrator und Karikaturist
- Schmölzer, August (* 1958), österreichischer Schauspieler und SchriftstellerAugust Schmölzer (* 1958)

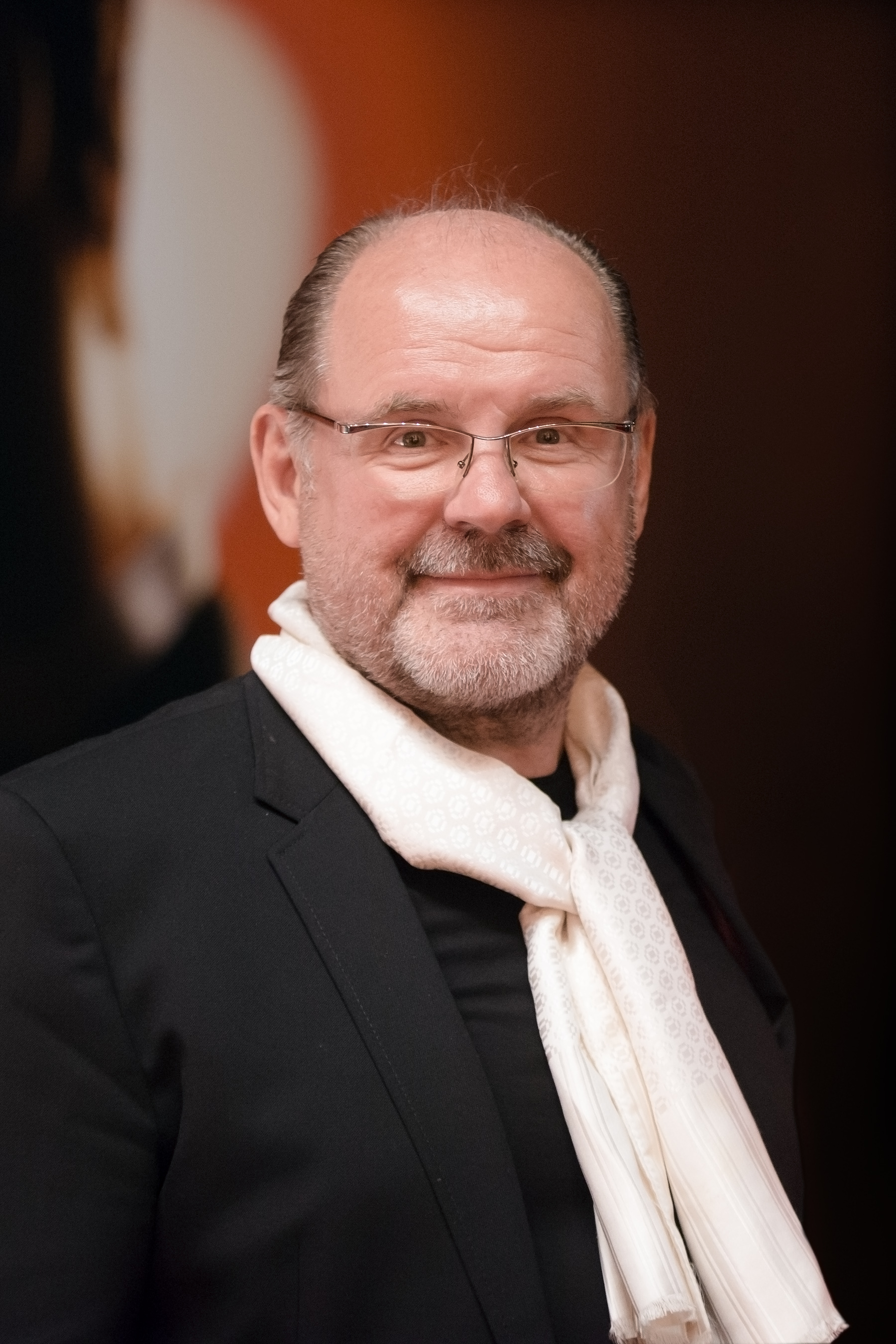
August Schmölzer (* 1958)

- Schmölzer, Christian (* 1968), österreichischer Fußballtorwart und -manager
- Schmölzer, Christoph (* 1962), österreichischer Ruderer
- Schmölzer, Gabriele (* 1961), österreichische Rechtswissenschaftlerin und Kriminologin
- Schmölzer, Hilde (* 1937), österreichische Sachbuchautorin
- Schmölzer, Jakob Eduard (1812–1886), österreichischer Komponist und Sammler von steirischen Volksliedern
- Schmölzer, Michèle (* 1991), Schweizer Fußballschiedsrichterin
- Schmölzer, Philine (* 1998), österreichische Schauspielerin
- Schmölzer, Reinhold (* 1983), österreichischer Jazzmusiker (Schlagzeug, Komposition und Arrangement)
- Schmölzer-Eibinger, Sabine (* 1964), österreichische Germanistin

### Schmon
- Schmondenko, Wolodymyr (* 1999), ukrainischer Gewichtheber und Webvideoproduzent
- Schmondiuk, Joseph Michael (1912–1978), US-amerikanischer ukrainisch-katholischer Geistlicher, Erzbischof von Philadelphia
- Schmonina, Marina Konstantinowna (* 1965), russische Leichtathletin
- Schmonsees, Friedrich (* 1896), deutscher Kaufmann und NS-Funktionär

### Schmoo
- Schmoock, Eberhard (1937–2020), deutscher Fußballschiedsrichter und Funktionär
- Schmoock, Matthias (* 1963), deutscher Journalist und Buchautor
- Schmook, Alexander (1888–1969), deutscher Förster und Sachbuchautor
- Schmook, Elisabeth (1872–1940), deutsche Kunstmalerin
- Schmook, Paul (1860–1921), Jurist

### Schmor
- Schmorak, Dov (1929–2015), israelischer Diplomat
- Schmorde, Manfred (* 1946), deutscher Ruderer
- Schmorell, Alexander (1917–1943), deutscher Mitbegründer der Widerstandsgruppe Weiße RoseAlexander Schmorell (1917–1943)

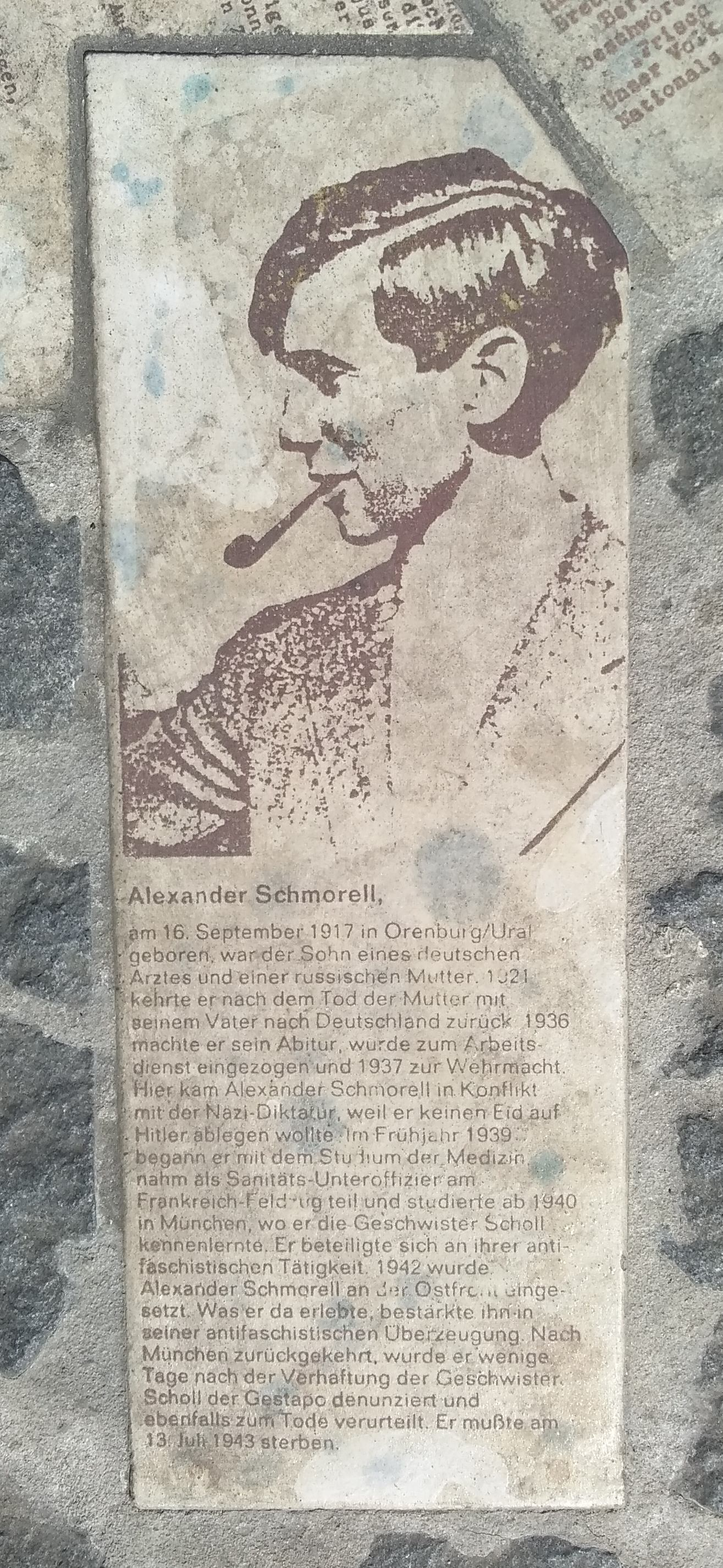
Alexander Schmorell (1917–1943)

- Schmorl, Ernst Victor (1822–1881), deutscher Buchhändler
- Schmorl, Ernst-Adolf (1906–1964), deutscher Kinder- und Jugendpsychiater, Beteiligter an der NS-Euthanasieforschung
- Schmorl, Georg (1861–1932), deutscher Pathologe und Hochschullehrer
- Schmorl, Oscar (1872–1950), deutscher Buchhändler und Freimaurer

### Schmot
- Schmottlach, Joscha (* 1978), deutscher Rockmusiker
- Schmotz, Klaus (* 1952), deutscher Politiker
- Schmotz, Marlene (* 1994), deutsche Skirennläuferin
- Schmotz, Michael (* 1954), deutscher Fußballspieler
- Schmotzer von Ritzol, Ursula († 1645), Äbtissin in Olsberg
- Schmotzer, Hans (1883–1962), deutscher Unternehmer und Bürgermeister